# Dolichopeza polytricha
Dolichopeza polytricha är en tvåvingeart som beskrevs av Alexander 1969. Dolichopeza polytricha ingår i släktet Dolichopeza och familjen storharkrankar.
Artens utbredningsområde är Puerto Rico. Inga underarter finns listade i Catalogue of Life.